# HMS H44
| HMS H44                                                             | HMS H44                                                              | HMS H44                                                              |
| ------------------------------------------------------------------- | -------------------------------------------------------------------- | -------------------------------------------------------------------- |
| HMS H44                                                             |                                                                      |                                                                      |
|                                                                     |                                                                      |                                                                      |
| Британський однотипний підводний човен H28                          |                                                                      |                                                                      |
| Верф                                                                | Armstrong Whitworth, Ньюкасл-апон-Тайн                               | Armstrong Whitworth, Ньюкасл-апон-Тайн                               |
| Під прапором                                                        | Велика Британія                                                      | Велика Британія                                                      |
| Належність                                                          | Військово-морські сили Великої Британії                              | Військово-морські сили Великої Британії                              |
| Порт приписки                                                       | Портленд, Портсмут, Лох-Фойл, Кемпбелтаун                            | Портленд, Портсмут, Лох-Фойл, Кемпбелтаун                            |
| Замовлення                                                          | липень 1917                                                          | липень 1917                                                          |
| Закладений                                                          | 19 квітня 1917                                                       | 19 квітня 1917                                                       |
| Спуск на воду                                                       | 17 лютого 1919                                                       | 17 лютого 1919                                                       |
| Введений до складу флоту                                            | 15 квітня 1920                                                       | 15 квітня 1920                                                       |
| На службі                                                           | 1920-1945                                                            | 1920-1945                                                            |
| Сучасний статус                                                     | 5 лютого 1945 році проданий на брухт                                 | 5 лютого 1945 році проданий на брухт                                 |
| Бойовий досвід                                                      | Друга світова війна                                                  | Друга світова війна                                                  |
| Проєкт                                                              |                                                                      |                                                                      |
| Тип ПЧ                                                              | прибережний дизель-електричний торпедний ПЧ                          | прибережний дизель-електричний торпедний ПЧ                          |
| Основні характеристики                                              |                                                                      |                                                                      |
| Швидкість (надводна)                                                | 11,5 вузлів (21,3 км/год)                                            | 11,5 вузлів (21,3 км/год)                                            |
| Швидкість (підводна)                                                | 9 вузлів (17 км/год)                                                 | 9 вузлів (17 км/год)                                                 |
| Робоча глибина занурення                                            | 30 м                                                                 | 30 м                                                                 |
| Дальність плавання                                                  | 2 985 морських миль (5 528 км) на швидкості 7,5 вузлів (13,9 км/год) | 2 985 морських миль (5 528 км) на швидкості 7,5 вузлів (13,9 км/год) |
| Екіпаж                                                              | 22 офіцери та матроси                                                | 22 офіцери та матроси                                                |
| Розміри                                                             |                                                                      |                                                                      |
| Довжина найбільша (по КВЛ)                                          | 95,05 м                                                              | 95,05 м                                                              |
| Ширина корпусу найб.                                                | 8,33 м                                                               | 8,33 м                                                               |
| Середня осадка (по КВЛ)                                             | 5,13 м                                                               | 5,13 м                                                               |
| Водотоннажність надводна                                            | 430 т (стандартна)                                                   | 430 т (стандартна)                                                   |
| Силова установка                                                    |                                                                      |                                                                      |
| дизель-електрична; 2 × дизельних двигуни Vickers 2 × електродвигуни |                                                                      |                                                                      |
| Гвинти                                                              | 2                                                                    | 2                                                                    |
| Потужність                                                          | 2 × 240 к.с. (дизелі) 2 × 310 к.с. (електродвигун)                   | 2 × 240 к.с. (дизелі) 2 × 310 к.с. (електродвигун)                   |
| Озброєння                                                           |                                                                      |                                                                      |
| Торпедно- мінне озброєння                                           | 4 × 457-мм ТА, 8 торпед                                              | 4 × 457-мм ТА, 8 торпед                                              |

H44 (англ. HMS H44) — військовий корабель, підводний човен типу «H» Королівського військово-морського флоту Великої Британії часів Другої світової війни.
Підводний човен H44 був закладений 19 квітня 1917 року на верфі компанії Armstrong Whitworth у Ньюкасл-апон-Тайні. 17 лютого 1919 року він був спущений на воду, і 15 квітня 1920 року увійшов до складу Королівського військово-морського флоту Великої Британії.

## Історія

### 1941
Наприкінці травня 1941 року після бою у Данській протоці, що сталася 24 травня 1941 року, під час якого німецька рейдерська група з лінійного корабля «Бісмарк» і важкого крейсера «Принц Ойген» потопили британський лінійний крейсер «Худ» та пошкодили лінкор «Принц Уельський», британське адміралтейство вжило рішучих та активних заходів щодо пошуку та знищення капітальних кораблів противника.
Командувач підводними силами британського флоту віддав наказ на перехоплення німецьких кораблів шести підводним човнам («Сілайон», «Сівулф», «Старджен», «Пандора», «Тігріс» і H44), які висунулись на позиції 120 миль західніше Бреста.

### 1943
У березні 1943 року підводні човни H44 і H34 з корветами типу «Флавер» проходили курс інтенсивних іспитів та випробувань у прибережних британських водах, взаємодіючи з лідером есмінців «Кеппель», який вийшов у море після завершення робіт із модернізації та переоснащення озброєння та засобів виявлення противника.